# Niederspaching
Niederspaching ist eine Rotte und eine Ortschaft der Marktgemeinde Waizenkirchen in Oberösterreich mit 31 Einwohnern (Stand 1. Jänner 2024).

## Geographie
Niederspaching liegt im äußersten Westen der Gemeinde, rund 3,5 km südwestlich des Ortszentrums von Waizenkirchen und 4 km südwestlich von Peuerbach auf 365 m ü. A. am Zusammenfluss von Dürrer und Fauler Aschach zur Aschach. Niederspaching gehört zum Teil zur Katastralgemeinde Waizenkirchen (Hausnummer 1 bis 7) und zum Teil zur Katastralgemeinde Weidenholz (8 bis 12).

## Wirtschaft und Infrastruktur
In Niederspaching und Umgebung gibt es einen Bahnhof, ein Gasthaus, bäuerliche Betriebe, Elektrounternehmen, Schotter- und Baggerunternehmen und Umspannwerke von Energie AG und Linzer Lokalbahn.

## Verkehr
Niederspaching ist Bahnknotenpunkt der Linzer Lokalbahn. Es teilt sich hier die Bahnlinie in die Richtungen Linz, Peuerbach und Neumarkt-Kallham. Das historische Aufnahmsgebäude wurde 2019 abgerissen.

## Bildergalerie

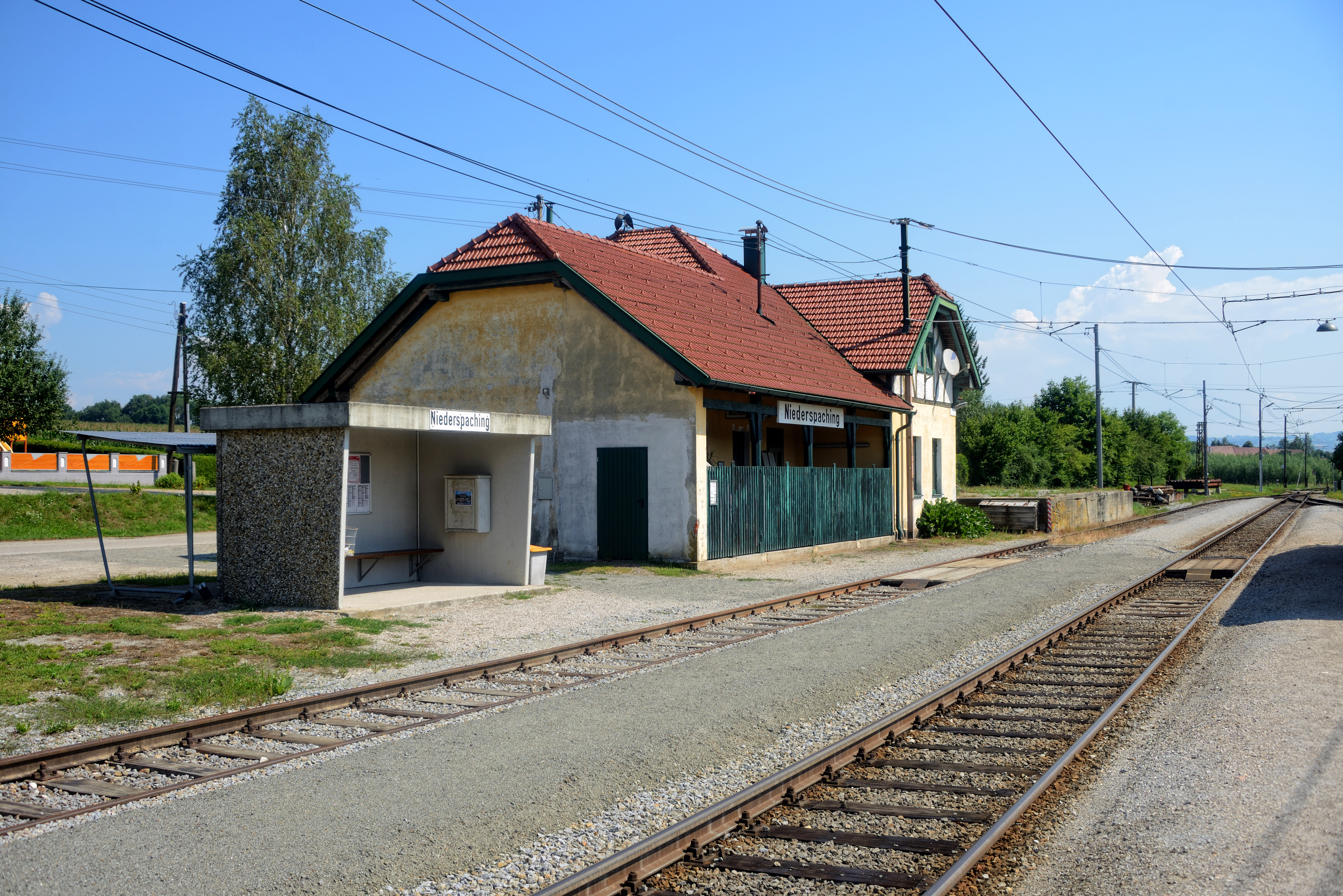
Aufnahmegebäude des Bahnhofs Niederspaching (2019 abgerissen)
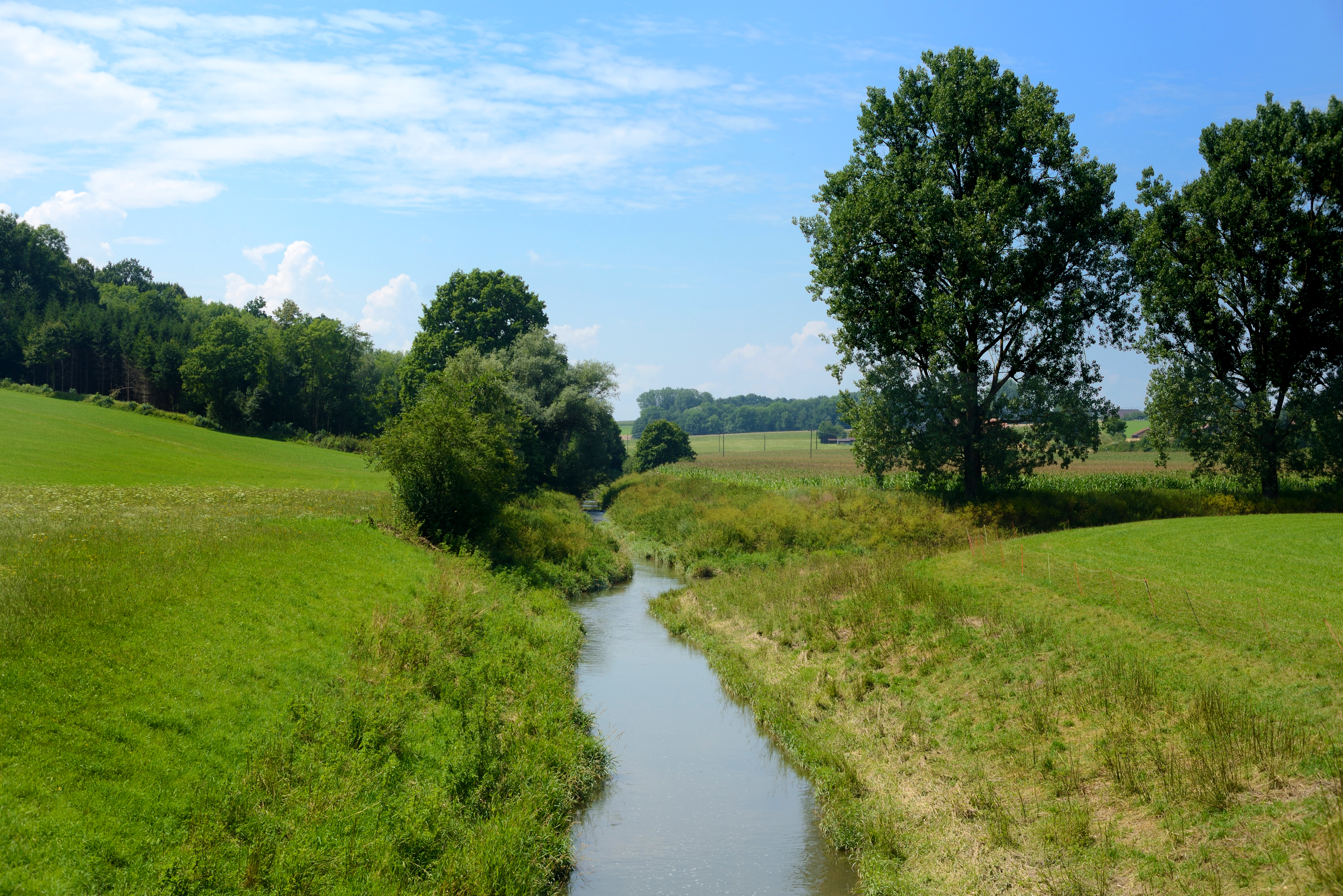
Der Zusammenfluss von Dürrer und Fauler Aschach
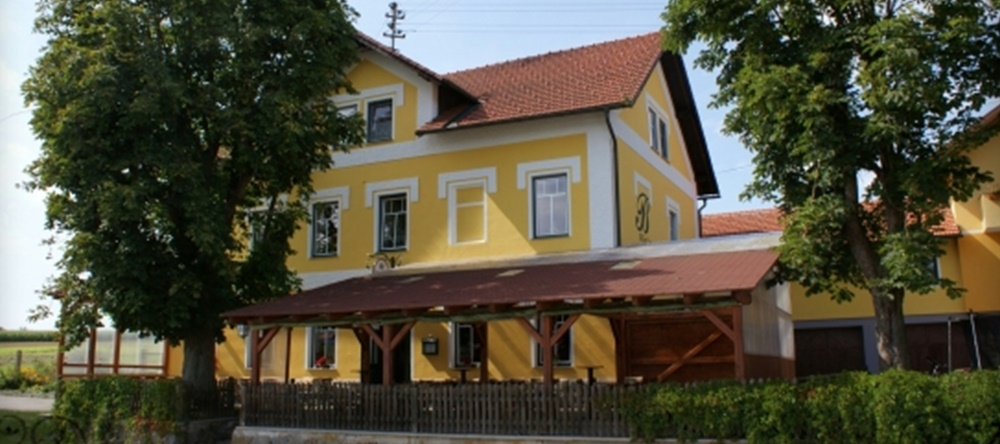
Wirt in Spaching